# Martha’s Vineyard Museum
Das Martha’s Vineyard Museum (MV Museum) ist ein Museum in Tisbury auf der Insel Martha’s Vineyard im Bundesstaat Massachusetts der Vereinigten Staaten. Das Kernstück und Hauptgebäude des Museums wurde 2024 unter der Bezeichnung U.S. Marine Hospital at Vineyard Haven in das National Register of Historic Places eingetragen.

## Architektur
Das U.S. Marine Hospital in Vineyard Haven ist ein zweistöckiges Gebäude im Stil des Classical Revival. Es besteht aus einem zentralen Block mit Pavillonflügeln auf einem Backsteinfundament. Das Hauptgebäude hat ein Walmdach und die Pavillonflügel haben abgesetzte Walmdächer. Die Fassaden sind mit Holzschindeln verkleidet und das Dach ist mit gelben Zedernschindeln bedeckt. Auf dem Dach des mittleren Blocks befinden sich vier hohe Schornsteine aus rotem Backstein. Im Inneren des Gebäudes haben das erste und zweite Obergeschoss einen kreuzförmigen Grundriss. Die Eingänge befinden sich in der Mitte der Nord- und Südfassade und führen zu einem Korridor, der von einer zentralen Treppe geteilt wird. Dieser Korridor führt zu den ehemaligen Krankenstationen am Ende der Flügel.
Das Bauwerk befindet sich in einem ausgezeichneten Zustand und bewahrt die Integrität seiner äußeren und inneren charakterbestimmenden Merkmale. Im Jahr 2018 wurde das Gebäude in das Martha’s Vineyard Museum umgewandelt. Zu diesem Zeitpunkt wurden ein kleiner, einstöckiger Anbau an der Südfassade, der als Eingangsüberdachung dient, sowie ein einstöckiger Anbau an der Westseite des westlichen Pavillon-Stationstrakts hinzugefügt. Als nicht zur historischen Bedeutung beitragend (noncontributing) wurde ein Schuppen mit Seitengiebel, in dem Sammlungsstücke des Museums ausgestellt werden, eingestuft.
Der Marine Hospital Service stellte zum Bau des Krankenhauses 20.000 US-Dollar (heute ca. 771.000 Dollar bzw. 675.600 Euro) zur Verfügung. Es wurde im Oktober 1895 fertiggestellt und am 30. Dezember 1895 offiziell eröffnet.

## Museum
Das Martha’s Vineyard Museum hat eine lange und bewegte Geschichte, die eng mit der Entwicklung der Insel Martha’s Vineyard verbunden ist. Es wurde 1922 als Dukes County Historical Society gegründet, mit dem Ziel, die Geschichte und das kulturelle Erbe der Insel zu bewahren. Ursprünglich befand sich das Museum in Edgartown und sammelte Artefakte und Geschichten, die das Inselleben und seine Entwicklung über die Jahrhunderte hinweg dokumentierten.
Im Laufe der Jahre wuchs die Sammlung stetig an, und es wurde klar, dass der Platz in Edgartown nicht mehr ausreichte, um die umfangreiche Sammlung und die wachsenden Bedürfnisse des Museums zu beherbergen. Daher beschloss das Museum, einen neuen Standort zu finden. 2011 kaufte es das historische Marinekrankenhaus in Vineyard Haven, das 1895 erbaut wurde, und begann mit einer umfassenden Renovierung, um das Gebäude in ein modernes Museum zu verwandeln. 
2019 wurde das neue Museum offiziell eröffnet. Es bietet nicht nur viel mehr Platz für die wachsende Sammlung, sondern auch eine beeindruckende Aussicht auf den Hafen von Vineyard Haven. Das neue Museum hat es ermöglicht, größere und vielfältigere Ausstellungen zu zeigen und das kulturelle Erbe der Insel in einem breiteren Kontext zu präsentieren.
Das MV Museum widmet sich der Erhaltung und Präsentation der reichen Geschichte von Martha’s Vineyard, die die indigenen Wampanoag, europäische Siedler und die vielfältigen Gemeinden der Insel umfasst. Es bietet Programme, Vorträge und Ausstellungen, die sich mit der Vergangenheit, Gegenwart und Zukunft der Insel beschäftigen. Das Museum ist nicht nur ein Ort der historischen Bewahrung, sondern auch ein wichtiger kultureller Treffpunkt für Einheimische und Besucher.

## Geschichte als Krankenhaus
Das U.S. Marine Hospital in Vineyard Haven ist ein Gebäude von nationaler Bedeutung im Bereich Gesundheit/Medizin sowie in Bezug auf die maritime Geschichte der Vereinigten Staaten. Von den insgesamt 33 von 1789 bis 1912 gebauten oder umgenutzten US-Marine-Hospitälern sind nur noch 13 erhalten. Das Krankenhaus in Vineyard Haven war eines der letzten, das errichtet wurde. Ab 1872 ging der Marine Hospital Service vom Bau von Krankenhäusern mit „Blockplan“ zum Bau von Krankenhäusern mit „Pavillonplan“ über, um die Ausbreitung von Infektionskrankheiten zu verhindern. Das U.S. Marine Hospital in Vineyard Haven ist das einzige erhaltene Beispiel der ursprünglich acht Pavillonkrankenhäuser.

### Maritime Geschichte
Die Marinekrankenhäuser in den USA haben ihre Ursprünge im 18. Jahrhundert. Kolonien bzw. spätere Bundesstaaten wie Massachusetts, New York, Virginia und North Carolina erkannten die medizinischen Bedürfnisse der Seeleute, die in fremden Häfen hoch ansteckenden Krankheiten ausgesetzt waren, und gründeten Marinegesellschaften und Krankenhausfonds, um ihnen finanzielle Unterstützung zu bieten. Im Jahr 1789 ernannte der Kongress der Vereinigten Staaten einen Ausschuss, um Gesetzentwürfe zur Einrichtung von Krankenhäusern für kranke und behinderte Seeleute einzubringen. Nach neun Jahren wurde 1798 das Bundesgesetz „An Act for Relief of Sick and Disabled Seamen“ von Präsident John Adams unterzeichnet. Dieses Gesetz etablierte den Marinekrankenhausfonds und erlaubte die Erhebung einer Steuer von 20 Cent auf Seeleute, die auf amerikanischen Schiffen beschäftigt waren. Die Mittel aus dieser Steuer sollten für die medizinische Versorgung verwendet werden, einschließlich des Baus von Marinekrankenhäusern. Die Verwaltung erfolgte durch den Revenue Marine Service, der später von der Küstenwache abgelöst wurde.
Das erste ständige Marinekrankenhaus, das vom Marine Hospital Service betrieben wurde, war 1787 vom Staat Virginia errichtet worden. Es war das erste Krankenhaus in den Vereinigten Staaten, das ausschließlich für die Pflege von Seeleuten bestimmt war. Es wurde im Jahr 1800 an die Bundesregierung verkauft und zum ersten US-Marinekrankenhaus. Ursprünglich wurde der Marine Hospital Fund dazu verwendet, bestehende Krankenhäuser oder Pensionen für die Pflege von Seeleuten zu bezahlen, oder es wurden bestehende Krankenhäuser gekauft. Das erste ständige Marinekrankenhaus, das vom Marine Hospital Service gebaut wurde, befand sich in Boston und wurde 1804 fertig gestellt. 1825 folgte ein Krankenhaus in Chelsea (beide sind nicht mehr vorhanden).
Ein Gesetz von 1870 zentralisierte und reorganisierte das Marinehospitalwesen. Die Reorganisation verwandelte ein loses Netzwerk von Krankenhäusern unter lokaler Kontrolle in einen zentral geführten Marine Hospital Service mit Hauptsitz in Washington, D.C. Für die Leitung des Dienstes wurde das Amt des Supervising Surgeon (später Surgeon General) geschaffen. In dieser Zeit löste der Pavillon-Plan weitgehend das Konzept von Mills/Lawson ab, von dem das Vineyard Haven Naval Hospital das einzige erhaltene Beispiel ist. Zwischen 1872 und 1912, als der Dienst reorganisiert und erweitert wurde, errichtete der Marine Hospital Service fünfzehn weitere Marinehospitäler. Im Jahr 1912 wurde der Dienst erweitert, in Public Health Service umbenannt und sein Aufgabenbereich von der Seemannsfürsorge auf das allgemeine Gesundheitswesen ausgedehnt.
Das U.S. Marine Hospital in Vineyard Haven ist das einzige Beispiel für ein Marinekrankenhaus, das sich in einem Hafen befand, der keine wichtige militärische, kommerzielle oder politische Funktion hatte. Vineyard Haven wurde ausgewählt, weil sein Hafen lange Zeit als Zwischenstation für Seeleute genutzt wurde, die Cape Cod auf dem Weg zu wichtigen Häfen im Norden und Süden passierten.
Bis zum Ende des 18. Jahrhunderts wurde die medizinische Versorgung der Seeleute auf der Insel Martha’s Vineyard von einheimischen Ärzten in privaten Häusern oder in provisorischen Krankenhäusern gewährleistet. Im Jahr 1798 wurde auf Anordnung des Massachusetts General Court das erste Seemannshospital in Vineyard Haven errichtet. Später wurde ein weiteres Marinehospital in Eastville gebaut, das zweite in den Vereinigten Staaten. Der Bau eines Krankenhauses in Tisbury wurde von der Stadt beantragt, jedoch ohne Erfolg. Stattdessen wurden die Patienten wieder den örtlichen Ärzten anvertraut.

### Gesundheit und Medizin
Das Konzept der Pavillonkrankenhäuser wurde erstmals von der US-Bundesregierung nach Ausbruch des Sezessionskrieges empfohlen. Im Juni 1861 wurde durch ein Bundesgesetz die United States Sanitary Commission (USSC) gegründet, eine private Hilfsorganisation zur Unterstützung kranker und verwundeter Soldaten der Unionsarmee. Eine der ersten Maßnahmen der USSC war die Inspektion der bestehenden staatlichen Militärkrankenhäuser in der Umgebung von Washington, D.C. Die Kommission veröffentlichte einen Bericht, in dem fünf Krankenhäuser beschrieben wurden, von denen vier umgebaute Gebäude waren. Der Bericht dokumentierte den baufälligen und unhygienischen Zustand vieler dieser Gebäude und stellte fest, dass sie überbelegt waren und über keine angemessene Belüftung verfügten. Die abschließende Empfehlung des Berichts lautete, dass „in Zukunft anstelle der Anmietung alter Gebäude für allgemeine Lazarette die Errichtung einer ausreichenden Anzahl von Holzbaracken oder Pavillons in geeigneter Bauweise angeordnet werden sollte...“. Der Pavillonplan für Lazarette wurde während des Bürgerkrieges sowohl im Norden als auch im Süden zur Norm. In vielen Fällen handelte es sich um große Komplexe mit zahlreichen Krankenstationen, die um oder neben den Versorgungseinrichtungen angeordnet waren. Pavillonkrankenhäuser wurden im späten 19. Jahrhundert in den gesamten Vereinigten Staaten übernommen.
Im Gegensatz zu den früheren Blockplan-Krankenhäusern gab es keine spezifischen Pläne, die von einem leitenden Architekten des Finanzministeriums entwickelt wurden und als Vorbild für die Pavillon-Krankenhäuser dienten. Stattdessen wurden die Pavillon-Krankenhäuser in einer Vielzahl von Designs und Größen gebaut, aber ihre Gestaltung hatte stets das Ziel, dass sie den wahrgenommenen gesundheitlichen Vorteilen des Pavillon-Konzepts entsprechen.